# Europium-154
Europium-154 of 154Eu is een onstabiele radioactieve isotoop van europium, een lanthanide. De isotoop komt van nature niet op Aarde voor.

## Radioactief verval
Europium-154 bezit een halveringstijd van 8,6 jaar. Het grootste gedeelte (99,8%) vervalt naar de stabiele isotoop gadolinium-154:
{\displaystyle {\ce {{^{154}_{63}Eu}->{^{154}_{64}Gd}+{e^{-}}+{\bar {\nu }}_{e}}}}
De vervalenergie hiervan bedraagt 1,96884 MeV. 
De rest (0,02%) vervalt tot de stabiele isotoop samarium-152:
{\displaystyle {\ce {{^{154}_{63}Eu}+{e^{-}}->{^{154}_{62}Sm}+{\nu }_{e}}}}
De vervalenergie bedraagt 717,22 keV.
130Eu · 131Eu · 132Eu · 133Eu · 134Eu · 135Eu · 136Eu · 136mEu · 137Eu · 138Eu · 139Eu · 140Eu · 140mEu · 141Eu · 141mEu · 142Eu · 142mEu · 143Eu · 143mEu · 144Eu · 144mEu · 145Eu · 145mEu · 146Eu · 146mEu · 147Eu · 148Eu · 149Eu · 150Eu · 150mEu · 151Eu · 151mEu · 152Eu · 152m1Eu · 152m2Eu · 152m3Eu · 152m4Eu · 152m5Eu · 153Eu · 154Eu · 154m1Eu · 154m2Eu · 155Eu · 156Eu · 157Eu · 158Eu · 159Eu · 160Eu · 161Eu · 162Eu · 163Eu · 164Eu · 165Eu · 166Eu · 167Eu · 168Eu